# Ichthiacris aptera
Ichthiacris aptera is een rechtvleugelig insect uit de familie Pyrgomorphidae. De wetenschappelijke naam van deze soort is voor het eerst geldig gepubliceerd in 1932 door Hebard.